# Meridarca

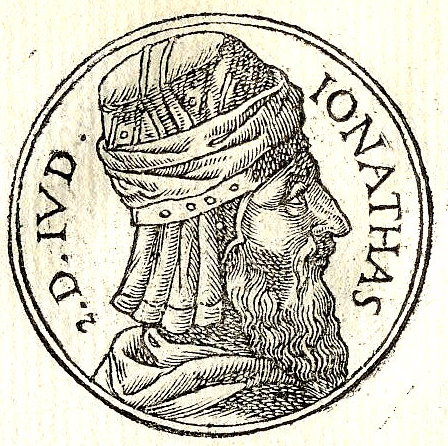
Jonatán Macabeo en el Promptuarii Iconum Insigniorum,.

Un meridarca o meridarchēs (griego: μεριδάρχης, de μερις «división» y ἀρχής «mando») era el gobernador civil de una provincia en el mundo helenístico (siglos IV-I a. C.), y podría ser traducido como "comisionado divisional". Conocemos la existencia de este cargo gracias a dos únicas fuentes, una de Palestina y otra del Reino indogriego.

## Judea
El historiador judío fariseo Flavio Josefo relata que circa 153 a. C., el pretendiente al trono seléucida Alejandro Balas, en su lucha contra Demetrio I Sóter, nombró a Jonatán Macabeo estratega y meridarca de Judea, y lo envió de vuelta y con todos los honores a Jerusalén, de la que ya era regente como sumo sacerdote.

## Reino indogriego
En el otro extremo del mundo helenístico, en el norte de la India, se encontró una inscripción karosti que se refería al "meridarca Teodoro" y su consagración de las reliquias de Buda:

Theudorena meridarkhena pratithavida ime sarira sakamunisa bhagavato bahu-jana-stitiye.
El meridarca Teodoro ha consagrado estas reliquias del señor Sakiamuni, para el bienestar de las masas populares.
Vaso relicario de Swāt con las inscripciones de Teodoro.